# Myotragus
Genre
Myotragus est un genre fossile de ruminants de la sous-famille des Caprinae endémique des îles Baléares.

## Distribution
Les espèces de ce genre ont été découvertes sur les îles Baléares, elles datent du Pliocène à l'Holocène.

## Liste des espèces
- Myotragus balearicus Bate 1909
- Myotragus batei Crusafont Pairo & Androver 1965
- Myotragus kopperi Moya-Sola & Pons-Moya 1981
- Myotragus antiquus Pons-Moya 1977
- Myotragus pepgonellae Moya-Sola & Ponsmoya 1983

Myotragus binigausensis Moya-Sola & Pons-Moya 1980 synonyme de Myotragus batei

## Publication originale
- (en) Bate, 1909 : I. Preliminary Note on a New Artiodactyle from Majorca, Myotragus balearicus, gen. et sp. nov. Geological Magazine, vol. 6, p. 385-388.

## Honneur
Depuis le 26 février 2024, l'astéroïde (209255) Myotragus porte son nom.